# GAZ-64
GAZ-64 a fost un SUV produs de GAZ între 1942 și 1953. Au fost produse și vândute aproximativ 1.000 de unități ale vehiculului. Acesta se baza pe șasiul autoturismului GAZ-M1. Vehiculul a fost lansat la câteva luni după GAZ-61 și a fost destinat și proiectat pentru a fi utilizat în cel de-al doilea război mondial. După război, vehiculul a continuat să fie produs și a fost încă foarte popular printre militari și fermieri. În cele din urmă a fost înlocuit de vehiculul GAZ-67. În timpul războiului (1942-1945), aproximativ 519 dintre aceste vehicule au fost produse și vândute, iar după război (1945-1953) au fost produse și vândute încă 489 de vehicule.